# Operation Repo
Operation Repo és una sèrie de tipus docudrama que va començar el 2007 i va tenir 11 temporades. És una sèrie de cinc persones (Luis, Sonia, Matt, Froy, Lyndah), que s'enduen amb una grua els cotxes de les persones que deuen diners a la financera. Operation Repo reconstrueix casos basats en fets reals protagonitzats per un grup de professionals que es dediquen a embargar els béns de persones que es troben en el límit de les seves economies i no poden fer front a les seves factures.

## Curiositats
El cap d'operacions, Luis 'Lou' Pizarro, coordina un equip format per Sonia, la seva germana, Froylan, excunyat i exmarit de Sonia, Lyndah, y Matt, filla i amic de Lou respectivament. La seva zona d'actuació és la vall de San Francisco, i res no els atura per a fer bé la seva feina.
Els Pizarro porten grans grues al domicili del morós, i s'enduen les seves pertinences sense que les seves víctimes puguin fer res per a impedir-ho.
Operation Repo és produït per Give Rauche ("L'encantador de gossos"), i ha esdevingut el programa més vist del canal nord-americà TruTV, ja que és el que més audiència acapara entre homes de 18 a 49 anys en el seu moment d'emissió a la televisió per cable d'aquest país. Austràlia, Canadà i els Països Baixos són altres dels països on s'ha ofert aquest format.

## Repartiment
- Sonia Pizarro (74 episodios, 2009-2012)
- Lyndah Pizarro(74 episodios, 2009-2012)
- Matt Burch (73 episodios, 2009-2012)
- Froylan Tercero (73 episodios, 2009-2012)
- Luis Pizarro (51 episodis, 2009-2012)

## Direcció
Sèrie dirigida per:
- Francisco Aguilar (25 episodis, 2009-2010)
- Paco Aguilar (3 episodis, 2011-2012)

Guionistes: 
- Luis Pizarro (23 episodis, 2009-2012)